# Boliche nos Jogos Sul-Americanos de 2018
As competições de  boliche nos Jogos Sul-Americanos de 2018 ocorreram entre 26 e 30 de maio em um total de 4 eventos. A competição serviu como classificatória para os Jogos Pan-Americanos de 2019. Apesar dos jogos serem em Cochabamba, a disputa do boliche foi realizada no Rock 'n' Bowling, na capital La Paz
O evento foi qualificatório para os Jogos Pan-Americanos de 2019, em Lima, Peru, onde os quatro principais países por gênero, independente do quadro de medalhas obtiveram as vagas.

## Calendário
| Maio / Junho | 26 | 27 | 28 | 29 | 30 | 31 | 1 | 2 | 3 | 4 | 5 | 6 | 7 | 8 |
| ------------ | -- | -- | -- | -- | -- | -- | - | - | - | - | - | - | - | - |
| Boliche      |    | 2  |    |    | 2  |    |   |   |   |   |   |   |   |   |

|  | Dia de competição |  | Dia de final |

## Medalhistas
Masculino
| Evento              | Ouro                                                 | Prata                                      | Bronze                                                |
| Individual detalhes | Ildemaro Ruiz VEN Venezuela                          | Donald Lee PAN Panamá                      | Lucas Legnani ARG Argentina Renan Ferreira BRA Brasil |
| Duplas detalhes     | Jaime Gómez Ardila Manuel Otalora Ortiz COL Colômbia | Ildemaro Ruiz Rogelio Felice VEN Venezuela | Lucas Legnani Ricardo Dalla Rosa ARG Argentina        |

Feminino
| Evento              | Ouro                                          | Prata                                      | Bronze                                                 |
| Individual detalhes | Patricia de Faria VEN Venezuela               | María José Rodríguez COL Colômbia          | Anggie Ramírez COL Colômbia Thashaina Seraus ARU Aruba |
| Duplas detalhes     | Karen Marcano Patricia de Faria VEN Venezuela | Kamilah Dammers Thashaina Seraus ARU Aruba | Anggie Ramírez María José Rodríguez COL Colômbia       |

## Quadro de medalhas
| Ordem | País          | Medalha de ouro | Medalha de prata | Medalha de bronze | Total | Ordem por total |
| ----- | ------------- | --------------- | ---------------- | ----------------- | ----- | --------------- |
| 1     | VEN Venezuela | 3               | 1                |                   | 4     | 1               |
| 2     | COL Colômbia  | 1               | 1                | 2                 | 4     | 1               |
| 3     | ARU Aruba     |                 | 1                | 1                 | 2     | 3               |
| 4     | PAN Panamá    |                 | 1                |                   | 1     | 5               |
| 5     | ARG Argentina |                 |                  | 2                 | 2     | 3               |
| 6     | BRA Brasil    |                 |                  | 1                 | 1     | 5               |
| TOTAL | TOTAL         | 4               | 4                | 6                 | 14    | —               |